# 1. CfR Pforzheim
Maillots
Le 1. CfR Pforzheim est un club allemand de football basé à Pforzheim au Bord-Ouest du Bade-Wurtemberg.
Le club tire son nom et sa forme actuelle d'une fusion, intervenue le 1er juillet 2010, entre le 1. FC Pforzheim et le VfR Pforzheim.

## Repères historiques
- 1896 - 05/05/1896, fondation du ERSTE FUSSBALL CLUB PFORZHEIM.
- 1897 - fondation de FUSSBALL CLUB ALEMANNIA PFORZHEIM.
- 1906 - fondation de FUSSBALL CLUB VIKTORIA PFORZHEIM et de PHÖNIX PFORZHEIM.
- 1912 - 12/09/1912 fusion de FUSSBALL CLUB ALEMANNIA PFORZHEIM avec le FUSSBALL CLUB VIKTORIA PFORZHEIM et le PHÖNIX PFORZHEIM pour former le VEREIN für RASENSPIEL PFORZHEIM.
- 1919 - VEREIN für RASENSPIEL PFORZHEIM fusionna avec le FUSSBALL CLUB OSTADT pour former le VEREIN für RASENSPIEL PFORZHEIM.
- 2010 - 01/07/2010, le ERSTE FUSSBALL CLUB PFORZHEIM fusionna avec le VEREIN für RASENSPIEL PFORZHEIM pour former le ERSTE CLUB für RASENSPIEL PFORZHEIM.

## Histoire

### 1. FC Pforzheim

ancien logo du 1. FC Pforzheim

Le Erste Fussball Club Pforzheim fut fondé le 5 mai 1896. Le club s'affirma rapidement comme une des équipes les plus solides de sa région.
En 1906, le 1. FC Pforzheim conquit le titre de champion d'Allemagne du Sud, en battant en finale, Karlsruher FV, vice-champion d'Allemagne en titre. Cela permit au club de participer à la phase finale du championnat national. En quarts de finale, Pforzheim élimina le VfL Cologne 1899 qui était pourtant donné favori (4-2, après prolongation). En demi-finales, le 1. FC Pforzheim se débarrassa aisément (0-4) du Berliner TuFC Union 92, champion en titre. Mais en finale le VfB Leipzig s'avéra un rien trop costaud (2-1).
Dans les années qui suivirent ce titre de vice-champion national, le 1. FC Pforzheim recula vers le milieu du classement dans sa ligue régionale. 
La Première Guerre mondiale interrompit les compétitions. Après la reprise de celle-ci, Pforzheim fut versé dans la Kreisliga Südwest qui devint ensuite la Bezirksliga Württemberg-Baden. Le club fut relégué de la plus haute ligue en 1926 mais y remonta en 1929.
En 1933, dès leur arrivée au pouvoir, les Nazis réformèrent les compétitions. Ainsi furent créées les Gauligen, seize séries réparties géographiquement et ayant valeur de Division 1 puisque les 16 champions se disputèrent le titre. Le 1. FC Pforzheim entra dans la Gauliga Baden et y resta jusqu'à la fin du conflit, décrochant au passage trois titres de vice-champion de cette ligue.
En 1945, le club fut dissous par les Alliés, comme tous les clubs et associations allemands. Il fut rapidement reconstitué. Il reprit les compétitions et de 1950 à 1963, il joua en 2. Oberliga Süd (niveau 2 de la hiérarchie). En 1962, le 1. FCP loupa la montée en Oberliga Süd pour deux points derrière le TSG 1846 Ulm. L'année suivante, il se classa 4e et fut retenu pour devenir une des fondateurs de la Regionalliga Süd, Division 2 sous la Bundesliga nouvellement formée.
Le cercle resta au niveau 2 jusqu'au terme de la saison 1966-1967. La saison suivante, il fut vice-champion de l'Amateurliga Nordbaden (niveau 3) derrière le VfL Neckarau, puis en 1969 derrière le FC Germania Forst. Deus ans plus tard, il termina encore à la 2e place, cette fois derrière le SV Waldhof Mannheim. Le club resta dans les premiers de la ligue jusqu'en 1978, où il se classa 4e cette performance lui permit de se qualifier pour l'Oberliga Baden-Württemberg, une ligue instaurée à partir de la saison suivante au 3e étage de la pyramide du football allemand.
Le 1. FC Pforzheim fut relégué vers le niveau 4 après une seule saison. Il joua alors en Amateurliga Nordbaden jusqu'au terme de la saison 1984-1985 où il remporta le titre et retourna en Oberliga. Quatrième lors de son championnat de retour, le club en joua deux autres en milieu de classement, puis fut vice-champion derrière Reutlingen 05 en 1989. La saison suivante, le classement final de l'Oberliga Baden-Württemberg fut similaire. Mais en 1991, Pforzheim fut sacré champion et prit part au tour final pour la montée en 2. Bundesliga. Le cercle échoua derrière le Munich 60 (promu) et Hessen Kassel et devant le Borussia Neunkirchen.
Lors des saisons suivantes, le 1. FCP recula dans le classement où il termina 10e en 1994. Cela lui permit de rester en Oberliga mais celle-ci devint niveau 4 la saison suivante avec l'instauration des Regionalligen au 3e étage.
En 1997, 1. FC Pforzheim fut vice-champion du SV Kirchheim/Teck. Quatre ans plus tard, il échoua à 2 point du TSG Hoffenheim pour lequel commençait la grande aventure qui allait le mener en Bundesliga.
Lors de la compétition 2003-2004, le 1. FC Pforzheim fut déclaré en faillite et quitta l'Oberliga pour redescendre au 5e niveau, la Verbandsliga Nordbaden. Le cercle en remporta le titre en 2006, mais ne put se maintenir en Oberliga à la fin de la saison suivante. Depuis, le club resta dans cette Verbandsliga qui du niveau "5" passa au "6" lors de l'instauration de la 3. Liga, en 2008.
Le 1er juillet 2010, le 1. FC Pforzheim fusionna avec son voisin du VfR Pforzheim.

### VfR Pforzheim

ancien logo du VfR Pforzheim

Le club est fondé en 1897 sous l'appellation de FC Alemannia Pforzheim. Le 12 septembre 1912 le cercle fusionna avec deux autres clubs de l'entité, le FC Viktoria Pforzheim et le Phönix Pforzheim (tous deux créés en 1906) pour former le VfR Porzheim. En 1919, le FC Ostadt rentra dans la fusion.
Après la Première Guerre mondiale, le football fut réorganisé dans la région de Pforzheim avec la création de la Kreisliga Südwest qui fut alors la plus haute série. Le VfR Porzheim y fut repris et y joua jusqu'en 1922. Durant la décennie suivante, le club ne parvint plus à se hisser dans la haute division.
En vue de la saison 1943-1944, le VfR accéda à la Gauliga Baden, une des ligues créées en 1933 sur l'ordre des Nazis.
En 1945, le club fut dissous par les Alliés, comme tous les clubs et associations allemands (voir Directive n°23). Rapidement reconstitué, le club qui reprit son nom de VfR Porzheim fut versé dans la Landesliga Nordbaden (niveau 2). Il y connu certains succès dont la victoire du groupe sud de cette ligue en 1948. Deux ans plus tard, la Landesliga Nordbaden devint l'Amateurliga Nordbaden qui fut de niveau 3 à la suite de la création de la 2. Oberliga Süd. Le VfR fut relégué au 4e niveau en 1952. Le cercle remonta directement mais redescendit de nouveau après deux saisons. il reprit directement l'ascenseur vers le haute et s'installa plus durablement au 3e étage.
En fin de saison 1958-1959, le VfR Pforzheim fut champion de l'Amateurliga Nordbaden et participa au tour final à cinq pour l'accession à la 2. Oberliga Süd. Mais il échoua à la 3e place derrière les deux clubs finalement promus : le SpVgg Bayreuth et le FC Singen 04.
Dans les années suivantes, le cercle continua de jouer la tête du classement et obtint plusieurs accessits. En fin de championnat 1964-1965, le VfR Pforzheim termina vice-champion derrière le Karlsruher SC II. Cette équipe, en tant qu'équipe réserve ne pouvait pas monter au niveau 2. Ce fut donc le VfR qui accéda à la Regionalliga Süd, la division 2 de l'époque, instaurée en deux ans plus tôt, lors de la création de la Bundesliga. Le séjour du VfR dans l'antichambre de l'élite ne dura qu'une saison.
Ensuite, le VfR Pforzheim rejoua au 3e niveau jusqu'en 1974 puis descendit d'un étage. Vainqueur de son groupe, il échoua dans sa tentative de remonter en perdant le barrage décisif contre le VfB Bretten. En 1976, le club réussit à réintégrer l'Amateurliga Nordbaden.
À la fin de la saison 1977-1978, la DFB restructura ses ligues. Sous les deux premières divisions (Bundesliga et 2. Bundesliga) vinrent se positionner les Oberligen (huit séries géographiquement réparties). Afin de rester au Niveau 3, le VfR Pforzheim devait terminer dans les 5 premiers de sa ligue. Il se classa 8e et recula donc au 4e rang, l'Amateurliga Nordbaden devenant la Verbandsliga Nordbaden.
En 1987, le club fut relégué au 5e étage de la pyramide allemande, la Landesliga Nordbaden ("Groupe 3"). Il mit deux saisons avant de remonter. En 1992, le VfR fut champion de la Verbandsliga et monta en Oberliga Baden-Württemberg.
En « Division 3 », le VfR Pforzheim arracha son maintien grâce à une meilleure différence de vuts par rapport au SV Schwetzingen. 5e la saison suivante, le cercle resta dans la ligue qui recula elle au rang 4 à la suite de la création des Regionalligen au statut de D3. En fin de compétition 1994-1995, le VfR fut vice-champion derrière le SV Sandhausen. Il participa alors au tour final pour une éventuelle montée. Vainqueur (4-0) du SpVgg Bayreuth, il vit ses rêves s'envoler après un revers (1-3) face à l'Eintracht Frankfurt II. Endetté, le club décida alors de déclarer forfait en Oberliga. L'équipe "Première" prit la place de la "Réserve" en Berzirksliga (niveau 7). Tous les joueurs s'en allèrent à l'exception de quatre éléments de l'équipe "Réserve". Malgré une situation délicate, le cercle assura son maintien au 7e niveau.
Le VfR Pforzheim lutta encore quelques saisons entre les niveaux 6, 7 ou 8 de la hiérarchie puis en juillet 2010 fusionna avec son voisin du 1. FC Pforzheim.
Surnommé Die Raslers, le VfR Pforzheim évolua au Holzhofstadion.

## 1. CfR Pforzheim
En 2010-2011, le 1. CfR Pforzheim évolue en Verbandsliga Baden, soit au 6e niveau de la hiérarchie de la DFB;

## Palmarès

### 1. FC Pforzheim
- Vice-champion d'Allemagne 1906 (battu 2-1, en finale par le VfB Leipzig à Nuremberg)
- Champion d'Allemagne du Sud: 1906.
- Champion de la Kreisliga Südwest: 1921, 1923.
- Champion de la Bezirksliga Baden: 1932.
- Vice-champion de la Gauliga Baden: 1936, 1938, 1939.
- Champion de la Landesliga Nordbaden: 1949.
- Champion de la Verbandsliga Nordbaden: 1985, 2006.
- Champion de l'Oberliga Baden-Württemberg: 1991.
- Vainqueur de la Nordbaden Pokal: 1987, 1989, 1993.

#### VfR Pforzheim
- Champion de la Landesliga Nordbaden, Groupe Süd: 1948.
- Champion de l'Amateurliga Nordbaden: 1959.
- Champion de la Verbandsliga Nordbaden: 1992
- Champion de la 2. Amateurliga Mittelbaden: 1953, 1956, 1975, 1977.
- Champion de la Landesliga Nordbaden, Groupe 3: 1989.

## Anciens joueurs

### Anciens joueurs 1. FDC Pforzheim
- Arthur Hiller Premier capitaine de l'équipe nationale allemande lors de son premier match officiel contre la Suisse en 1908
- Marius Hiller neveu d'Arthur, il fut aussi International allemand en 1910 et 1911, il émigra en Argentine où il fut aussi International "Blancocéleste"
- Dieter Rosanowski fut meilleur buteur de la Regionalliga Süd
- Rainer Scharinger joua au Karlsruher SC et au 'SSV Ulm 1846
- Eberhard Carl joua au Karlsruher SC zet avec les Stuttgarter Kickers
- Jürgen Klopp entraîna 1. FSV Mainz 05

### Anciens joueurs VfR Pforzheim
- Nikolaos Chatzis -  Chypre
- Max Breunig  Allemagne